# Giuseppe Barbera (politico)
Giuseppe Barbera (Gozzano, 19 settembre 1925 – Biella, 11 gennaio 1990) è stato un politico italiano.
Di professione medico, fu eletto al Senato della Repubblica nelle lista del Partito Socialista Democratico Italiano alle elezioni politiche del 1972 (VI Legislatura).
Fu il primo senatore eletto nel biellese nelle liste socialiste nel secondo dopoguerra.
Passò nelle file del Partito Repubblicano Italiano per disaccordi con l'On. Nicolazzi.